# 남강 전투
남강 전투는 6.25 전쟁 초기에 대한민국 남강과 낙동강 부근에서 유엔군사령부와 조선민주주의인민공화국군이 1950년 8월 31일부터 9월 19일까지 벌인 전투이다. 이 전투는 낙동강 방어선 전투의 일부였으며, 동시에 여러 차례 치러진 대규모 전투 중 하나였다. 이 전투는 미국 육군이 강을 건너는 조선인민군의 공격을 격퇴한 후 유엔의 승리로 끝났다.
마산시를 방어하기 위해 배치된 마산 전투 중 제25보병사단 소속 제35보병연대는 낙동강 방어선 남쪽 측면의 많은 지류 중 하나인 남강을 따라 진지를 구축했다. 8월 31일 조선인민군 제7사단은 강을 건넜고, 제35보병연대가 조선인민군의 진격을 막았음에도 불구하고 수천 명의 조선인민군 병력이 전선에 생긴 틈을 파고들어 연대를 포위했다. 이후 미군과 조선인민군 부대가 금강선 전역과 그 후방에서 격렬하게 교전하는 치열한 전투가 벌어졌다. 결국 조선인민군 병력은 미군에 의해 격퇴되었다.
이 전투에서 미 육군 제35보병사단은 조선인민군 사단을 격퇴하고 부산을 점령하지 못하도록 하는 데 결정적인 역할을 했다. 제35보병연대는 이 전투에서의 활약으로 대통령 부대 표창을 받았다.

## 배경

### 낙동강 방어선
6.25 전쟁 발발 이후, 조선인민군은 대한민국의 붕괴를 막기 위해 파견된 대한민국 육군과 유엔군 모두에 비해 병력과 장비에서 우위를 점하고 있었다. 조선인민군의 전술은 모든 접근로에서 유엔군을 남쪽으로 공격적으로 추격하고, 정면 공격과 양 측면의 이중 포위 공격으로 교전을 적극적으로 시작하여 상대 병력을 포위하고 차단하여 혼란스러운 퇴각을 강요하고 종종 장비의 대부분을 남겨두게 하는 것이었다. 초기 6월 25일 공세부터 7월과 8월 초의 전투까지, 조선인민군은 이러한 전술을 사용하여 효과적으로 모든 유엔군을 격파하고 남쪽으로 밀어붙였다. 그러나 미국 제8군 지휘 아래 유엔군이 8월에 낙동강 방어선을 구축했을 때, 유엔군은 한반도를 따라 조선인민군이 측면을 공격할 수 없는 연속된 전선을 유지했으며, 우월한 유엔 병참 시스템이 유엔군에 더 많은 병력과 보급품을 가져다주면서 조선인민군의 수적 우위는 매일 감소했다.

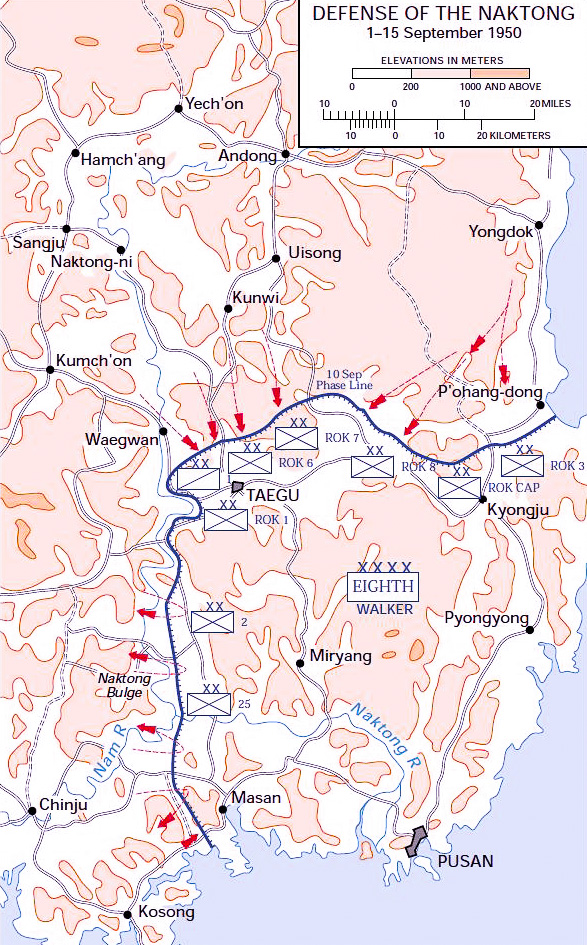
1950년 9월 낙동강 방어선 지도 (경주 회랑은 최북동쪽 방면)

8월 5일 조선인민군이 낙동강 방어선에 접근했을 때, 그들은 방어선으로 진입하는 네 가지 주요 접근로에서 동일한 정면 공격 전술을 시도했다. 8월 내내 조선인민군 제6사단과 이후 조선인민군 제7사단은 마산 전투에서 미군 제25보병사단과 교전했으며, 처음에는 유엔의 반격을 격퇴한 후 검암리와 전투산에서 전투를 벌였다. 이 공격들은 잘 장비되고 충분한 예비대를 가진 유엔군이 조선인민군의 공격을 반복적으로 격퇴하면서 교착 상태에 빠졌다. 마산 북쪽에서는 조선인민군 제4사단과 미군 제24보병사단이 낙동강 돌출부 지역에서 교전했다. 제1차 낙동강 돌출부 전투에서 조선인민군 사단은 대규모 미군 예비대가 투입되어 격퇴되었고, 8월 19일 조선인민군 제4사단은 50퍼센트의 사상자를 내고 강 건너편으로 후퇴해야 했다. 대구 지역에서는 대구 전투 중 도시를 공격하려는 여러 시도에서 조선인민군 5개 사단이 유엔군 3개 사단에 의해 격퇴되었다. 특히 볼링장 전투에서는 조선인민군 제13사단이 공격에서 거의 완전히 섬멸되는 격렬한 전투가 벌어졌다. 동해안에서는 포항 전투에서 조선인민군 3개 사단이 대한민국 국군에 의해 격퇴되었다. 전 전선에 걸쳐 조선인민군 병력은 이러한 패배로 전술이 효과를 거두지 못하게 되었다.

### 9월 공세
새로운 공세를 계획하면서, 조선인민군 사령부는 유엔 해군 병력의 지원으로 유엔군을 측면 공격하는 것은 불가능하다고 판단했다. 대신, 그들은 방어선을 뚫고 붕괴시키기 위해 정면 공격을 사용하기로 결정했다; 이것이 전투에서 성공을 거둘 유일한 희망으로 여겨졌다. 소련의 정보에 따라, 북한은 유엔군이 낙동강 방어선을 따라 병력을 증강하고 있으며, 곧 공세를 펼치지 않으면 전투에서 승리할 수 없다는 것을 인지하고 있었다. 부수적인 목표는 대구를 포위하고 그 도시의 유엔군 부대를 파괴하는 것이었다. 이 임무의 일환으로 조선인민군은 먼저 대구로 향하는 보급선을 끊을 것이었다.
8월 20일, 조선인민군 사령부는 예하 부대에 작전 명령을 하달했다. 계획은 유엔 전선에 대한 동시 다발적인 5개 방향 공격을 요구했다. 이 공격들은 유엔 방어군을 압도하고 조선인민군이 적어도 한 곳에서 전선을 돌파하여 유엔군을 후퇴시키도록 할 것이었다. 5개의 전투 집단이 명령을 받았다. 미군 제25보병사단이 유엔 전선을 유지하고 있던 남부 부문에서는 조선인민군 제1군단이 강력한 공격을 계획했으며, 이를 북쪽의 미군 제2보병사단에 대한 공격과 조율했다. 조선인민군 제6사단과 제7사단은 8월 20일에 공격 명령을 받았다. 계획은 조선인민군 제1군단이 8월 31일 22:00에 전 전선에 걸쳐 공격을 개시하는 것이었다. 가장 남쪽 우측 측면에 위치한 제6사단은 함안, 마산, 진해시를 거쳐 공격하고, 9월 3일까지 부산에서 15 마일 (24 km) 떨어진 낙동강 삼각주의 서쪽에 있는 김해시를 점령해야 했다. 사단의 공격 지역은 진주에서 고암리, 마산으로 이어지는 고속도로 남쪽이었다. 제6사단 북쪽 다음 줄에 있는 제7사단은 마산 고속도로 북쪽을 공격하고, 낙동강으로 좌회전하여 우측의 제6사단과 좌측의 조선인민군 [[제9사단이 합류할 때까지 기다려야 했다. 제7사단의 일부는 남강 서쪽 의령 지역에 집중되어 있었다. 이 계획은 제6사단을 미군 제24보병연대에, 제7사단을 미군 제35보병연대에 대항하게 했다. 이 계획의 일환으로 조선인민군 제6사단은 몇 주 전부터 전투산에서 제24보병연대와 교전했지만, 양측 모두 아무런 진전도 없었다.

## 전투

### 북한군 도하
조선인민군 제7사단 병력은 모든 노력을 기울여 미군 제35보병연대 전선을 공격했다. 8월 31일 23시 30분, 남강 건너편에서 조선인민군 SU-76 자주고사포가 강을 내려다보는 제35보병연대 G중대 진지에 포격을 가했다. 몇 분 안에 조선인민군 포병은 남지리 다리 서쪽의 연대 전방 소총 중대 전체를 공격했다. 이 포격 엄호 아래 조선인민군 제7사단 증강 연대가 남강을 건너 제35보병연대 F중대와 G중대를 공격했다. 다른 조선인민군 병사들은 고암리 북쪽 논 지대와 존 L. 윌킨스 주니어 중령이 지휘하는 제2대대와 버나드 G. 티터 중령의 제1대대 사이의 경계선 근처에서 수중 다리를 통해 남강을 건넜는데, 제1대대는 남강에서 시비당산, 진주-마산 고속도로까지 이어지는 언덕 선을 방어하고 있었다. 제35보병연대는 물자와 보강 병력 부족에 직면하여 장비가 부족했지만, 그럼에도 불구하고 공격에 대비하고 있었다.

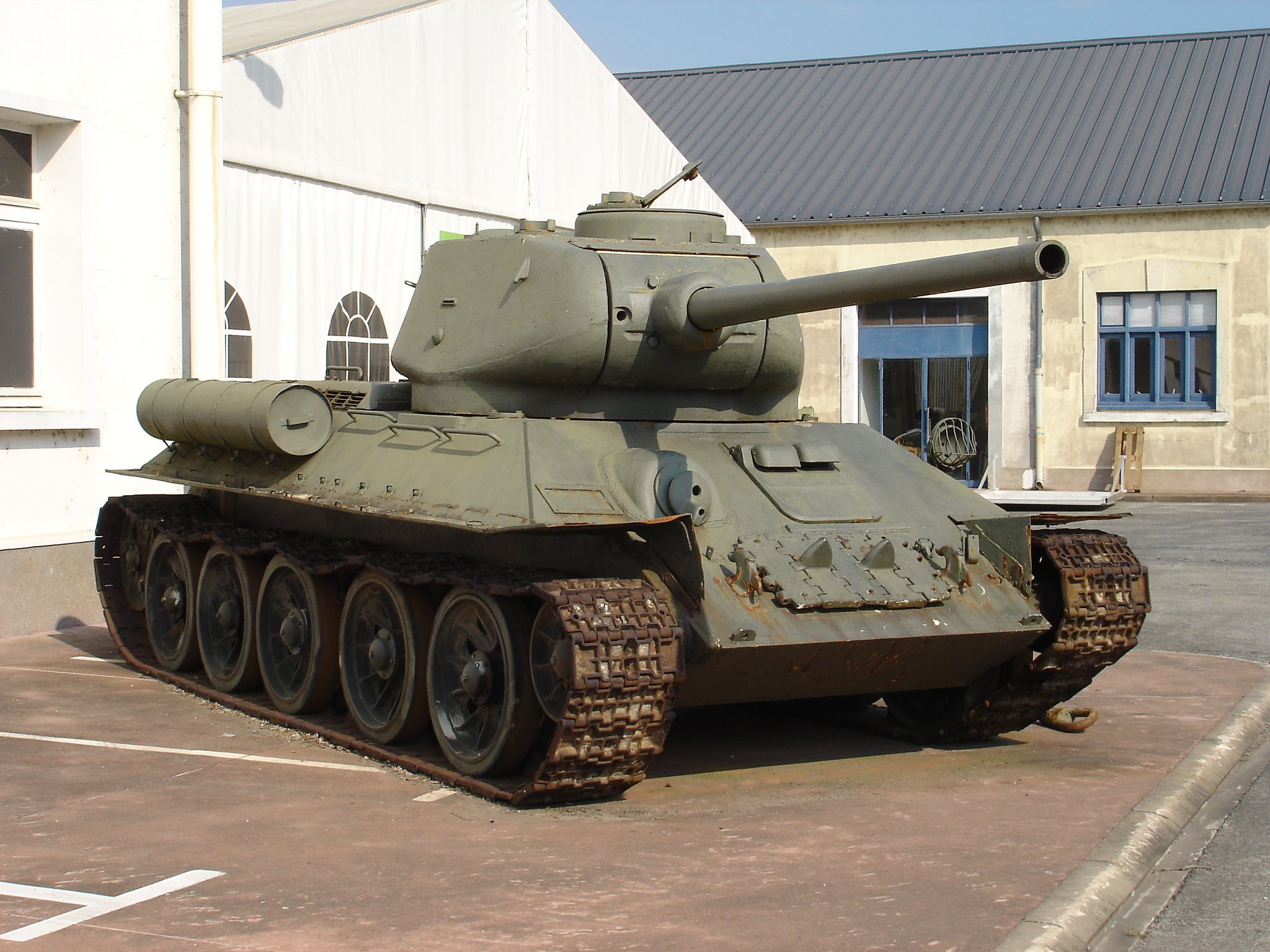
1950년 조선인민군이 사용했던 표준 장갑차이자 마산에도 있었던 T-34 전차

이 두 대대 사이의 저지대에 있는 강 나루터에서는 연대장이 300명의 대한민국 경찰을 배치하여, 나머지 병력에게 경고 역할을 할 수 있을 만큼 오래 버틸 것으로 예상했다. 측면 언덕의 총들이 저지대를 사격으로 엄호할 수 있었다. 고암리 후방에서는 제3대대를 조선인민군 침투가 발생할 경우 반격에 사용할 준비를 시켰다. 예상치 못하게, 나루터 근처의 경찰 중대는 첫 조선인민군 사격에 흩어졌다. 00시 30분, 조선인민군 병력은 이 틈을 통해 밀려들어 왔고, 일부는 좌회전하여 G중대의 측면과 후방을 공격했고, 다른 일부는 고암리 도로 서쪽의 돌출부에 있던 C중대를 공격하기 위해 우회전했다. C중대와 D중대의 일부 병력은 고암리 북쪽 가장자리의 제방을 따라 방어선을 형성했으며, 새벽에는 미군 전차가 합류했다. 그러나 조선인민군은 미군 지휘관 헨리 피셔 중령이 예상했던 것처럼 강 남쪽 4 마일 (6.4 km) 지점의 고암리 도로 분기점을 향해 진격하지 않고, 대신 제2대대 후방의 언덕으로 동진했다.
고암리 서쪽 2 마일 (3.2 km) 지점의 마산 도로를 측면에 둔 1,100 피트 (340 m) 시비당산에 위치한 제35보병연대 B중대 진지는 주변 지역을 내려다보는 탁월한 시야를 제공했다. 이곳은 제25사단 전선의 핵심 위치였으며, 제25사단장 윌리엄 B. 킨 장군은 조선인민군이 이곳을 중요한 공격 목표로 삼을 것이라는 점을 알고 있었다. 조선인민군의 사전 포격은 23시 30분부터 자정까지 지속되었다. 이 엄호 아래, 조선인민군 제6사단 제13연대 소속 두 개 대대가 미군 개인호에서 150 야드 (140 m) 이내로 접근했다. 동시에 조선인민군 T-34 전차, SU-76 자주포, 대전차포가 시비당산 기슭의 도로를 따라 고암리 방향으로 이동했다. 그곳의 미군 M4A3 셔먼 전차가 자정 직후 T-34 한 대를 파괴했고, 3.5인치 바주카 팀이 자주포 한 대와 여러 대의 45mm 대전차포를 파괴했다.
시비당산 정상에서는 대인 지뢰밭이 첫 조선인민군 보병 공격을 저지했다. 이후 여러 차례의 공격이 연이어 이어졌지만, 미군의 우월한 화력에 의해 모두 격퇴되었다. 02시 30분경 B중대 소총수들은 탄약이 너무 부족하여 탄약 벨트에서 기관총 탄환을 벗겨내 소총에 사용하기 시작했다. B중대 후방 산기슭에 있던 C중대 1소대는 회사에 탄약 재보급을 위해 45분 만에 시비당산을 올랐다. 새벽 직전 조선인민군의 공격은 잦아들었다. 날이 밝자 정상 바로 아래 경사면에 33정의 기관총을 포함하여 엄청난 양의 버려진 조선인민군 장비가 흩어져 있는 것이 드러났다. 조선인민군 사망자 중에는 제13연대장도 있었다.
9월 1일 새벽, 미군 전차의 선두로 C중대 본부 병력으로 구성된 구원대가 시비당산으로 향하는 도로를 확보하고 B중대 2개 소대에 탄약을 재보급하여 또 다른 조선인민군의 공격을 격퇴할 수 있었다. 이 공격 실패로 조선인민군 77명이 사망하고 21명이 포로로 잡혔다. 제35보병연대가 G중대 전방 소대를 제외한 모든 원래 진지를 유지했음에도 불구하고, 3,000명의 조선인민군 병력이 전선 후방에 있었다. 가장 동쪽으로의 침투는 칠원읍 바로 남쪽의 높은 지대에 도달하여 남북 도로를 내려다보았다.
그 사이에 조선인민군 제6사단은 남쪽의 미군 제24보병연대 지역에서 돌파구를 마련하여 연대를 압도하고 후퇴시켰다. 함안을 내려다보는 능선에 있던 제24보병연대 제2대대는 병사들이 명령 없이 후퇴하면서 밀려났다. 제24보병연대 제1대대와 제2대대의 생존자들은 나중에 제35보병연대 전선에 나타났고, 연대 지휘관들은 연대 전체가 조선인민군의 공격에 무너졌다는 것을 알게 되었다. 킨은 제27보병연대 제1대대에 이동하여 제24보병연대의 진지를 회복하도록 명령했다.

### 북한군 침투
날이 밝은 후 반격에서 K중대와 전차들이 함안을 내려다보는 능선의 통제권을 부분적으로 되찾았지만 완전히 되찾지는 못했다. 고암리와 전방 진지에서 동쪽으로 6 마일 (9.7 km) 떨어진 칠원리와 중리 지역까지 제35보병연대 전투 진지 후방에 많은 조선인민군이 있었다. 조선인민군은 9월 1일 날이 밝은 후에도 제1대대와 제2대대 사이의 틈새 지역에서 남강을 계속 건너갔다. 유엔 관측기는 그곳을 건너는 약 4개 중대를 발견하고 제64야전포병대대에 사격을 지시했고, 이로 인해 약 4분의 3이 파괴되었다. 전투기들은 생존자들을 기총소사했다. 당일 늦게 강에서 또 다른 대규모 조선인민군이 개활지에 포착되었고, 미군 항공기는 종대에 포격을 지시하여 약 200명의 조선인민군 사상자가 발생했다.
남강 아래의 조선인민군 제1군단 공격 계획은 제6사단이 제35보병연대 제1대대를 통해 진주-고암리-마산 주 고속도로를 따라 동쪽으로 진격하고, 동시에 제7사단의 주요 병력이 제35보병연대 제2대대 후방으로 남동쪽으로 우회하여 칠원 도로를 차단하는 것이었다. 이 도로는 미군 제2보병사단 지역에서 남지리의 캔틸레버 강철 다리를 통해 낙동강을 건너 남쪽으로 칠원읍을 통과하여 마산 북서쪽 4 마일 (6.4 km) 지점의 중리 마을 근처 고암리 동쪽 8 마일 (13 km) 지점에서 마산 주 고속도로와 합류했다. 고암리-마산 고속도로와 중리에서 합류하는 칠원 도로 이 두 접근로는 그들의 공격 계획의 축을 형성했다.
미 공병 부대는 9월 1일 칠원 방면으로 향하는 보조 도로를 따라 반격했지만 진전이 더뎠고, 조선인민군은 오후 초반에 이들을 저지했다. 제35보병연대는 이제 조선인민군 제6사단과 제7사단 병력에 의해 포위되었고, 약 3개 대대 규모의 병력이 연대 후방에 침투한 것으로 추정되었다. 피셔는 나중에 상황에 대해 "철수할 생각은 전혀 없었다. 갈 곳이 없었다. 연대 방어선을 구축하고 버틸 계획이었다"고 말했다.

### 미 2-27보병연대 반격

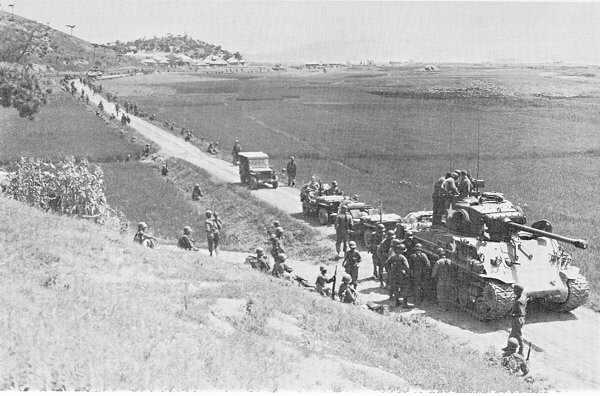
제27보병연대 제2대대 병력들이 탈환한 공병 도로를 따라 이동하고 있다.

오후 중반이 되자 킨은 상황이 사단 전선의 완전성에 심각한 위협이 된다고 판단했다. 그는 제27보병연대 제2대대에 제35보병연대 후방을 공격하도록 명령했다. 그곳의 사단 포병대 대부분이 조선인민군 보병의 직접 공격을 받고 있었기 때문이었다. 9월 1일 오전에 조선인민군 제7사단 병력이 공격했을 때, 그들이 처음 마주친 미군 부대는 틈새의 북쪽 어깨에 있던 제35보병연대 G중대였다. 일부 조선인민군 부대는 G중대를 공격하기 위해 떨어져 나갔고, 다른 부대는 G중대에서 2 마일 (3.2 km) 하류에 있는 E중대와 교전했으며, 또 다른 부대는 남지리 다리를 경비하던 F중대의 1소대까지 흩어진 F중대 부대들을 공격했다. 그곳에서 제25사단의 최우측 측면에서 이 소대는 격렬한 전투 끝에 조선인민군 병력을 격퇴했다. 9월 2일까지 E중대는 격렬한 전투에서 조선인민군 대대 대부분을 파괴했다.
제2대대 부대 중 G중대가 가장 큰 타격을 입었다. 9월 1일 새벽 전, 조선인민군 병력은 별개의 언덕에 있는 G중대 소대들을 맹렬히 공격했다. 03시 직후 그들은 중박격포중대 3소대를 제압하고 진지에서 몰아냈다. 이 박격포병들은 179고지로 올라가 그 정상에서 G중대 2소대와 합류했다. 한편, 낙동강 합류점에서 남강을 따라 4 마일 (6.4 km) 떨어진 낮은 언덕에 있던 G중대 3소대도 근접 전투 공격을 받고 있었다. 날이 밝은 후, G중대장 르로이 E. 마제스키 대위는 포병 집중 사격과 공습을 요청했지만, 이는 늦게 도착했다. 11시 45분, 조선인민군은 거의 언덕 정상에 도달했고, 양측 병력 사이에는 좁은 공간만이 남아 있었다. 몇 분 후 마제스키가 전사했고, 3소대장 조지 로치 소위는 다시 상황을 보고하고 공습을 요청했다. 미국 공군은 언덕의 조선인민군 점령지에 공습을 가했고, 이는 공격을 저지했다. 이때쯤 많은 조선인민군 병력은 소대 진지의 개인호를 점령하고 그곳에서 다른 진지 부분으로 수류탄을 던졌다. 수류탄 중 하나가 오후 초에 로치를 전사시켰다. 분대장 주니어스 푸비 병장이 지휘를 맡았다. 18시까지 푸비는 소대에 유효한 병력이 12명밖에 남지 않았고, 생존한 29명 중 17명이 부상을 입었다. 탄약이 거의 떨어지자 푸비는 G중대 본부 진지로 철수할 권한을 요청하고 받았다. 해가 진 후, 29명의 병사들, 그 중 3명은 들것에 실려, 미군 전차의 도착으로 엄호받으며 철수했다. 이 그룹은 23시 30분에 179고지의 G중대 진지에 도착했다.

### 교착 상태
G중대가 9월 2일 179고지에서 조선인민군 공격에 맞서 진지를 지키는 동안, 제27보병연대 제2대대는 17시에 중리 지역에서 그곳을 향해 북서쪽으로 공격을 시작했다. 대대는 강력한 조선인민군 병력에 맞서 느린 진전을 보였다. 밤은 매우 어두웠고 구혜리 나루터 도로 주변 지형은 산악 지형이었다. 밤새 싸운 끝에, 대대는 다음 날 15시에 제35보병연대 G중대의 원래 방어 진지 남쪽에 도달했다. 미군 기갑, 포병, 항공, 보병의 협동 공격이 시작되었고 18시까지 대대는 전투선을 재구축했다. 이 공격에서 제27보병연대 제2대대는 275명의 조선인민군을 사살하고 G중대가 이전에 잃었던 장비의 상당 부분을 회수했다.
제27보병연대 제2대대는 9월 3일 밤에도 탈환한 진지를 유지했다. 다음 날 아침 08시, 제35보병연대 G중대가 탈환한 진지에서 교대했고, 제2-27보병연대는 보급 도로를 따라 후방으로 공격을 다시 시작했다. 이 진행 중, 조선인민군이 G중대를 새로 재구축된 진지에서 다시 몰아냈다는 소식이 전해졌다. 제2-27보병연대는 돌아와 공격하여 다시 G중대 진지를 회복했다. 9월 4일 12시까지, 제2-27보병연대는 다시 이 진지를 G중대에 넘겨주고 제35보병연대 제1대대와 제2대대 사이의 틈새 도로를 따라 후방으로 공격을 재개했다. 거의 즉시 조선인민군 병력과 접촉했다. 곧 조선인민군 기관총이 세 방향에서 미군 병사들에게 발포했다. 폭우가 쏟아져 관측이 어려워졌다. 이때쯤 제2-27보병연대는 탄약이 부족해졌다. 지휘관은 대대에게 재보급을 위해 유리한 지형으로 500 야드 (460 m) 후퇴하도록 명령했다.
보급은 어려운 일임이 입증되었다. 대대는 이틀 전 G중대 진지 공격 시 보급로를 확보했지만, 이제 다시 막혔다. 대대장은 공중 보급을 요청했고, 다음 날 아침인 9월 5일, 8대의 수송기가 보급을 완료했으며, 제27보병연대 제2대대는 후방 공격을 재개할 준비를 마쳤다. 저녁까지 G중대 전방 진지 후방 8,000 야드 (7,300 m) 거리까지 보급로와 인접 지형의 조선인민군 침투를 제거했다. 그곳에서 제2-27보병연대는 정지하고 제27보병연대 제1대대와 연결하기 위해 북동쪽으로 공격을 준비하라는 명령을 받았다.

### 미 3-27보병연대 진격
9월 2일 제2-27보병연대가 G중대를 향한 공격을 위해 중리 지역을 떠난 후, 조선인민군은 제24보병연대 지휘소와 여러 포병 진지를 공격했다. 이 새로운 상황에 대처하기 위해 킨 장군은 제27보병연대의 남은 대대장 조지 H. 드초 중령에게 그곳에서 활동하는 조선인민군을 공격하고 파괴하라고 명령했다.

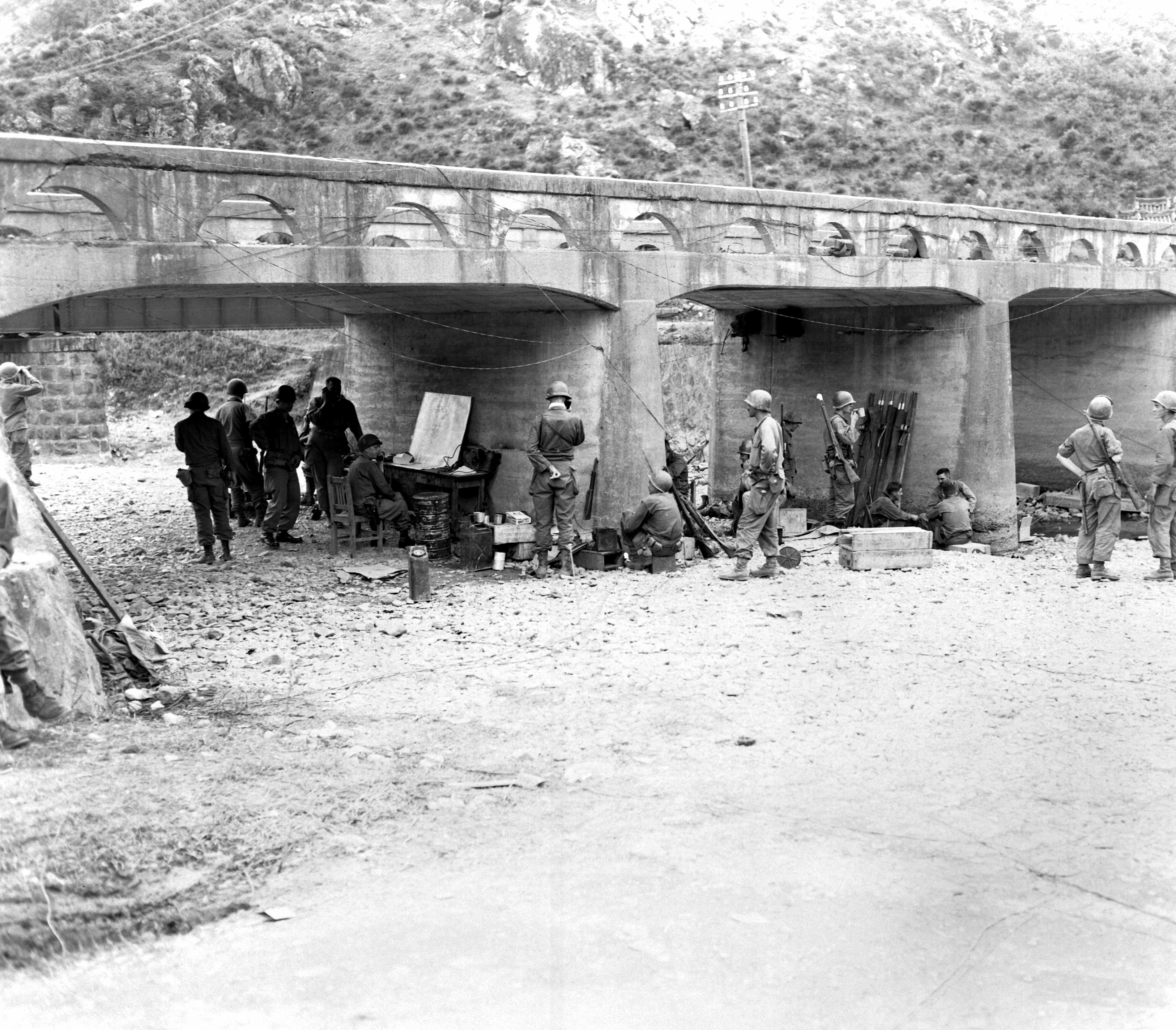
함안 근처 다리 아래에 설치된 제27보병연대의 지휘소

9월 3일 이른 아침, 포병 진지 부근의 수백 명의 조선인민군과 격렬한 싸움 끝에, 드초 대대는 15시에 고암리 동쪽 4 마일 (6.4 km) 지점의 마산 도로의 깊은 굽이진 곳, 즉 "말발굽"이라고 불리는 곳 서쪽의 높고 험준한 지형을 넘어 공격을 개시했다. 그들의 임무는 말발굽을 지배하는 높은 지대를 점령하고 확보한 다음, 제24보병연대 후방의 압력을 완화하는 것이었다. 처음에는 단 한 문의 포병만이 공격을 지원할 수 있었다. 대대가 어느 정도 진격한 후, 1,000명 이상으로 추정되는 조선인민군 병력이 반격하여 13명의 장교를 포함하여 막대한 사상자를 냈다. 추가 미군 전차가 노출된 우익과 후방을 확보하는 데 도움을 주기 위해 이동했고, 공습이 조선인민군 병력을 저지하는 데 도움이 되었다. 대대는 마침내 높은 지대를 점령하는 데 성공했다.
다음날 아침, 9월 4일, 제24보병연대 지휘소를 향한 공격을 계속하는 대신, 제27보병연대 제3대대는 조선인민군이 미군 포병 진지에서 싸우고 있던 고암리 지역을 공격하라는 명령을 받았다. 이 공격은 09시에 격렬한 소화기 사격에 직면하여 시작되었다. 오후에는 폭우로 인해 공격이 지연되었지만, 종일 전투 끝에 I중대와 K중대는 수많은 공습의 도움으로 고암리 교차로를 지배하는 높은 지대를 점령했다. 대대의 수많은 사상자로 인해 킨은 제65공병전투대대 C중대를 그 대대에 배속시켰다. 다음 날, 9월 5일, 제27보병연대 제3대대는 험준한 지형을 가로질러 함안으로 공격 방향을 돌려 제24보병연대 지휘소 근처까지 진격했다. 공격 중 제3대대는 이동한 지역에서 300명 이상의 조선인민군 사상자를 확인했다.

### 포병대 공격받다
킨이 드초 대대의 공격 방향을 고암리로 변경하게 된 일련의 사건은 9월 3일 01시에 시작되었다. 제35보병연대 제1대대는 당시 한국의 다른 유엔군 부대보다 서쪽으로 더 돌출되어 있었다. 시비당산에 있는 그들의 진지 후방의 주요 보급로와 후방 지역은 조선인민군 수중에 있었고, 낮에 호위를 받아야만 차량이 도로를 이동할 수 있었다. 시비당산에서 대대는 9월 1일의 격렬한 전투 후에도 원래 진지를 유지했으며, 유자철선, 부비 트랩, 조명탄으로 완전히 둘러싸여 있었고, 모든 지원 화기는 밀집된 방어선 안에 배치되어 있었다. 대대는 모든 접근로를 엄호하는 방어 포격을 요청할 수 있는 이점이 있었다. 자정 한 시간 후 조선인민군의 공격이 대대를 강타했다. 그곳에서의 전투는 9월 3일 새벽까지 계속되었고, 제35보병연대 제1대대는 진지 전방에서 143명의 조선인민군 사망자를 확인했으며, 이를 바탕으로 총 조선인민군 사상자가 약 500명이었을 것으로 추정했다. 제35보병연대 부대들은 또한 전투 내내 잘 구축된 요새의 이점을 가졌는데, 조선인민군은 이를 뚫을 수 없었다.
이 야간 전투에서 제1대대를 지원하던 제64야전포병대대는 직접 전투에 휘말렸다. 새벽 전에 약 50명의 조선인민군이 A포대 진지에 침투하여 공격했다. 기관단총을 든 조선인민군은 포병-기관총 진지 두 곳을 제압하고 03시에 포대까지 침투했다. 그곳에서 앤드류 C. 앤더슨 대위와 그의 부하들은 조선인민군과 백병전을 벌였다. 일부 포는 일시적으로 조선인민군 손에 넘어갔지만, 근처에 있던 제90야전포병대대 C포대의 집중 사격 지원을 받아 포병들은 공격을 격퇴했고, 이는 조선인민군의 증원군을 차단했다. 이 야간 전투에서 A포대는 전사 7명, 부상 12명의 손실을 입었다.
제25사단 지역 북부의 남강 전선을 지원하기 위해 제159야전포병대대와 제64야전포병대대 5개 포대가 105mm 곡사포를, 제90야전포병대대 1개 포대가 155mm 곡사포를 발사하여 총 36문의 포를 운용했다. 1문의 155mm 곡사포는 고암리에서 조선인민군 제6사단의 보급로인 중암리 북쪽 지역으로 발사되었다. 또 다른 전방 포병대는 남강을 가로지르는 이룡리 교량을 계속 포격했다. 제25사단 포병은 9월 첫 3일 동안 약 1,825명의 조선인민군 병사를 사살한 것으로 추정했다. 이 중요한 시기에 미국 공군은 지상군을 지원하기 위해 사단 포병의 화력에 자체 화력을 더했다. 제8군 사령관 월턴 S. 워커 장군은 이 부문에서의 유엔 승리를 그의 사단이 전투에서 받은 광범위한 항공 지원 덕분이라고 직접적으로 언급했다.

### 북한군 격퇴
다음 일주일 동안 제35보병연대 후방에서는 격렬하고 혼란스러운 전투가 계속되었다. 고립되고 차단된 대대, 중대, 소대는 항공 보급 외에는 상위 통제와 도움 없이 독립적으로 싸웠다. 항공 보급은 또한 최전선 부대에 도달하려는 구원 부대에도 보급품을 제공했다. 전차와 장갑차는 식량과 탄약 보급품을 가지고 고립된 부대로 이동했으며, 복귀 시에는 중상자를 태워 날랐다. 일반적으로 제35보병연대는 원래 전투선 위치에서 싸웠고, 처음에는 1개 대대, 나중에는 2개 대대의 제27보병연대가 후방에서 활동하는 약 3,000명의 조선인민군을 뚫고 제35보병연대를 향해 싸웠다.
9월 5일 이후 제25사단이 조선인민군 부대로부터 일반적으로 압력을 덜 받았지만, 여전히 심각한 국지적 공격이 있었다. 9월 6일, 제27보병연대 제1대대는 함안 지역에서 북쪽으로 이동하여 제2대대와 합류하여 제35보병연대 후방과 남강 아래에 있는 조선인민군 병력을 소탕했다. 강을 따라 언덕 진지에 있는 제35보병연대와 공격하는 제27보병연대 부대 사이에 갇힌 수많은 조선인민군이 사망했다. 이날 16개 그룹이 큰 피해를 입고 분산된 것으로 보고되었다. 9월 7일 아침까지 조선인민군 제7사단 생존자들이 남강을 건너 탈출하려 한다는 분명한 증거가 있었다. 그러나 조선인민군은 제35보병연대에 또 다른 공격을 감행했지만, 이는 신속하게 격퇴되었다. 제25보병사단은 9월 1일부터 7일 사이에 전선 후방에서 사망한 2,000명 이상의 조선인민군 시신을 매장했다. 이 수치에는 진지 전방에서 사망한 인원은 포함되지 않았다.
폭우로 인해 9월 8일과 9일 남강과 낙동강의 수위가 상승하여 새로운 도하 위험이 줄어들었다. 9월 8일, 제35보병연대가 일주일 동안 경비하던 낙동강 상의 남지리 다리를 미 공군 F-82 트윈 머스탱이 실수로 폭격하여 500-파운드 (230 kg) 폭탄 한 발로 80 피트 (24 m) 중앙 경간을 파괴했다. 이때 남강과 낙동강 합류 지점 북쪽의 다리들만이 공습 대상이었다. 일부 지역 지휘관들은 조선인민군이 이 다리를 우회하여 낙동강을 더 동쪽으로 건넜다면 그들과 부산 사이에는 아무것도 없었을 것이라고 생각했다. 그러나 제35보병연대 제2대대에 대한 조선인민군의 공격은 매일 밤 발생했다. 북쪽 강변의 다리 접근로에는 지뢰가 매설되어 있었다. 한때 그 지역에는 약 100명의 조선인민군 시체가 널려 있었다. 9월 9일부터 16일까지 제35보병연대 전선에는 제한적인 공격이 있었지만, 조선인민군의 대부분의 추진력은 꺾였고 연대에 대해 다시 강력한 공격을 감행할 수 없었다.

### 북한군 철수
인천 상륙 작전에서의 유엔의 반격은 조선인민군의 측면을 공격하여 모든 주요 보급 및 증원 경로를 차단했다. 9월 16일 제8군이 낙동강 방어선 돌파를 시작했을 때 제25보병사단은 여전히 전선 후방의 조선인민군과 싸우고 있었고, 전투산, 필봉, 소북산 고지에는 조선인민군 요새가 존재했다. 킨은 사단이 진주 방면 도로를 따라 진격할 수 있는 것은 사단 전선 중앙의 산악 지대가 정리되었을 때뿐이라고 생각했다. 따라서 그는 제25사단의 진격의 열쇠가 조선인민군이 고지를 점령하고 제24보병연대를 매일 공격하고 있던 사단 중앙에 있다고 믿었다. 진주와 마산 사이의 도로를 가로지르는 좌익의 제27보병연대와 우익의 제35보병연대는 자신들의 진지를 유지하고 있었고, 제24보병연대 전방의 상황이 개선될 때까지 진격할 수 없었다.
9월 19일, 유엔군은 조선인민군이 밤사이에 전투산을 포기했음을 발견했고, 제24보병연대 제1대대가 진격하여 점령했다. 우측에서는 제35보병연대가 전진하기 시작했다. 중암리 앞 고지에 도달할 때까지는 경미한 저항만 있었는데, 그곳에서는 숨어 있던 조선인민군 병사들이 거미굴에서 제1대대 병사들을 후방에서 사격했다. 다음 날 제1대대는 중암리를 점령했고, 제2대대는 중암리에서 남강까지 북서쪽으로 길게 뻗은 능선을 점령했다. 한편, 조선인민군은 여전히 사단 좌익에 강력하게 저항했고, 제27보병연대는 전진하기 위해 격렬한 전투를 벌였다.
조선인민군은 9월 18일 밤부터 19일 새벽까지 마산 지역에서 철수했다. 조선인민군 제7사단은 남강 남쪽에서 철수했으며, 제6사단은 전 전선을 방어하기 위해 병력을 재배치했다. 제6사단의 엄호 아래, 제7사단은 9월 19일 아침까지 남강 북쪽으로 건너갔다. 그 후 조선인민군 제6사단은 소북산의 진지에서 철수했다. 미군 부대들은 전략적 중요성이 더 이상 없어진 전투산 진지를 통과하여 신속하게 북쪽으로 추격했다.

## 여파
제35보병연대는 전투 중 전사 154명, 부상 381명, 실종 2명의 피해를 입었다. 제27보병연대는 낙동강 방어선 전투 중 총 전사 118명, 부상 382명, 포로 1명의 손실을 입었지만, 여기에는 볼링장 전투에서 전사 5명, 부상 54명, 제1차 낙동강 돌출부 전투에서 약 150명의 사상자가 포함된다. 남강 작전을 지원한 제64야전포병대대는 전사 16명, 부상 27명, 포로 1명, 실종 5명의 피해를 입었으며, 제159야전포병대대는 전사 18명, 부상 41명을 잃었고, 제90야전포병대대는 전사 15명, 부상 54명, 실종 1명의 피해를 입었다. 이 연대는 조선인민군을 격퇴하는 데 너무 잘 수행하여 킨은 연대를 대통령 부대 표창에 추천했다.
조선인민군은 전투에서 큰 피해를 입었으며, 대부분의 사상자가 공격 중에 발생했다. 9월 중순까지 조선인민군 제7사단은 방어선 투입 당시 6,000명에서 4,000명으로 줄어들었다. 조선인민군 제6사단은 북한으로 돌아온 병력이 2,000명에 불과하여 병력의 80%를 잃었다. 북한으로 돌아가려던 사단 병력 중 최대 3,000명을 포함한 대규모 병력 집단이 포로로 잡혔다. 20,000명 이상의 공격 병력은 마산 전투가 끝날 무렵 6,000명으로 줄어들었다.
마산에서의 전투는 낙동강 방어선 전투 6주 내내 격렬한 교착 상태를 유지했다. 양측은 상대방을 철수시키기 위해 여러 차례 공세를 시도했지만, 조선인민군은 유엔 방어선을 뚫을 수 없었고, 유엔군은 조선인민군을 철수시킬 정도로 압도할 수 없었다. 전투 자체는 어느 쪽도 상대방을 결정적으로 격파할 수 없었기 때문에 전술적 무승부였지만, 유엔군은 조선인민군이 더 동쪽으로 진격하여 부산을 위협하는 것을 막는 전략적 목표를 달성했다. 대신, 그들은 인천 상륙 작전과 부산 돌파 작전이 있을 때까지 반복되는 공격에 맞서 전선을 유지할 수 있었고, 따라서 후속 교전에서 조선인민군을 격파하는 데 성공했다.

## 내용주
1. ↑  Appleman 1998, 392쪽
2. ↑  Varhola 2000, 6쪽
3. ↑  Fehrenbach 2001, 138쪽
4. 1 2  Appleman 1998, 393쪽
5. ↑  Appleman 1998, 367쪽
6. 1 2  Bowers, Hammong & MacGarrigle 2005, 149쪽
7. ↑  Appleman 1998, 369쪽
8. ↑  Fehrenbach 2001, 130쪽
9. ↑  Alexander 2003, 139쪽
10. ↑  Appleman 1998, 353쪽
11. ↑  Alexander 2003, 143쪽
12. 1 2  Catchpole 2001, 31쪽
13. ↑  Fehrenbach 2001, 136쪽
14. ↑  Fehrenbach 2001, 135쪽
15. 1 2  Fehrenbach 2001, 139쪽
16. ↑  Millett 2000, 508쪽
17. 1 2  Alexander 2003, 181쪽
18. ↑  Appleman 1998, 395쪽
19. ↑  Alexander 2003, 132쪽
20. 1 2  Appleman 1998, 438쪽
21. 1 2 3  Bowers, Hammong & MacGarrigle 2005, 157쪽
22. ↑  Bowers, Hammong & MacGarrigle 2005, 148쪽
23. 1 2 3 4 5  Appleman 1998, 442쪽
24. 1 2 3  Alexander 2003, 183쪽
25. ↑  Bowers, Hammong & MacGarrigle 2005, 158쪽
26. ↑  Bowers, Hammong & MacGarrigle 2005, 159쪽
27. 1 2 3 4 5 6 7 8 9 10  Bowers, Hammong & MacGarrigle 2005, 162쪽
28. ↑  Bowers, Hammong & MacGarrigle 2005, 161쪽
29. 1 2 3  Appleman 1998, 443쪽
30. ↑  Bowers, Hammong & MacGarrigle 2005, 160쪽
31. 1 2 3  Bowers, Hammong & MacGarrigle 2005, 164쪽
32. 1 2  Appleman 1998, 470쪽
33. ↑  Appleman 1998, 471쪽
34. 1 2 3 4 5  Appleman 1998, 472쪽
35. 1 2 3  Appleman 1998, 473쪽
36. 1 2 3 4  Bowers, Hammong & MacGarrigle 2005, 163쪽
37. 1 2 3  Appleman 1998, 474쪽
38. 1 2 3  Appleman 1998, 475쪽
39. ↑  Bowers, Hammong & MacGarrigle 2005, 178쪽
40. ↑  Bowers, Hammong & MacGarrigle 2005, 172쪽
41. 1 2 3 4  Appleman 1998, 476쪽
42. ↑  Bowers, Hammong & MacGarrigle 2005, 150쪽
43. 1 2  Appleman 1998, 477쪽
44. 1 2  Bowers, Hammong & MacGarrigle 2005, 177쪽
45. 1 2  Appleman 1998, 478쪽
46. ↑  Bowers, Hammong & MacGarrigle 2005, 174쪽
47. ↑  Appleman 1998, 479쪽
48. ↑  Bowers, Hammong & MacGarrigle 2005, 176쪽
49. ↑  Appleman 1998, 568쪽
50. ↑  Appleman 1998, 569쪽
51. ↑  Bowers, Hammong & MacGarrigle 2005, 179쪽
52. 1 2 3  Appleman 1998, 570쪽
53. 1 2  Bowers, Hammong & MacGarrigle 2005, 180쪽
54. ↑  Ecker 2004, 29쪽
55. ↑  Appleman 1998, 546쪽
56. ↑  Appleman 1998, 603쪽

## 같이 보기
- Hastings, Max (1988), 《The Korean War》, 사이먼 & 슈스터, ISBN 978-0-671-66834-1